# Konstantin Alexejewitsch Andrejew

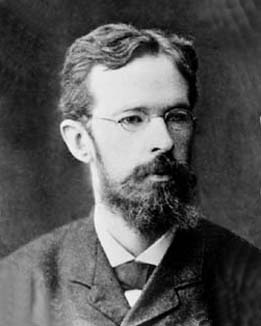
Konstantin A. Andrejew (um 1870)

Konstantin Alexejewitsch Andrejew, russisch Константин Алексеевич Андреев, englische Transkription Konstantin Alekseevich Andreev (* 14. Märzjul. / 26. März 1848greg. in Moskau; † 29. Oktober 1921 bei Sewastopol) war ein russischer Mathematiker.

## Leben
Andrejew wurde in einer Moskauer Kaufmannsfamilie geboren. Aufgrund einer Sehbehinderung konnte er bis zum 12. Lebensjahr keine Schule besuchen und erhielt deshalb zu Hause Privatunterricht. Trotzdem machte er bemerkenswerte schulische Fortschritte und konnte 1867 ein Studium der Mathematik an der Universität Moskau beginnen. Zu den Professoren, die ihn während seines Studiums maßgeblich beeinflussten, gehörten August Juljewitsch Dawidow und Nikolai Wassiljewitsch Bugajew. Bereits während seines Studiums veröffentlichte er einen Aufsatz über Sterbetafeln, für den er eine Goldmedaille der Universität erhielt. Nach Abschluss des Studiums wechselte er auf Empfehlung von Bugajew an die Universität Charkow, wo er 1875 eine Stelle als wissenschaftlicher Assistent bekam. Ende 1876 wurde er für einen Auslandsaufenthalt beurlaubt, den er für eine Fortbildung in Berlin und für die Niederschrift seiner Doktorarbeit in Paris nutzte. Nach seiner Rückkehr nach Russland verteidigte er seine Dissertationsschrift im Februar 1879 erfolgreich an der Universität Moskau und wurde daraufhin außerordentlicher Professor in Charkow.
1884 wurde er zum korrespondierenden Mitglied der Russischen Akademie der Wissenschaften in Sankt Petersburg gewählt.
1886 wurde er ordentlicher Professor an der Universität Charkow. Ende 1897 wechselte er nach Moskau, wo er von 1898 bis 1917 einen Lehrstuhl für reine Mathematik an der physikalisch-mathematischen Fakultät der Moskauer Universität hatte. Von 1905 bis 1911 war er Dekan der Fakultät. Aufgrund einer Krebserkrankung musste er 1911 seine Lehrtätigkeit unterbrechen, die er nach seiner Genesung fortsetzte.
Eine erneute Erkrankung zwang ihn 1917 zur Aufgabe seiner Lehrtätigkeit. Er verließ Moskau und reiste auf die Krim, wo er seine letzten Lebensjahre verbrachte. Er starb 1921 in der Nähe von Sewastopol.
Andrejew arbeitete vor allem auf dem Gebiet der Geometrie, außerdem veröffentlichte er Arbeiten zur Analysis. International bekannt wurde er durch seine Publikationen zur analytischen und projektiven Geometrie.